# Alexéi Medvédev (luchador)
Alexéi Vladímirovich Medvédev –en ruso, Алексей Владимирович Медведев– (Minsk, 5 de octubre de 1972) es un deportista bielorruso que compitió en lucha libre.
Participó en los Juegos Olímpicos de Verano, obteniendo una medalla de plata en Atlanta 1996, en la categoría de 130 kg, y el sexto lugar en Sídney 2000.
Ganó una medalla de bronce en el Campeonato Mundial de Lucha de 1994 y una medalla de plata en el Campeonato Europeo de Lucha de 1997.

## Palmarés internacional
| Juegos Olímpicos   | Juegos Olímpicos         | Juegos Olímpicos  | Juegos Olímpicos |
| Año                | Lugar                    | Medalla           | Categoría        |
| ------------------ | ------------------------ | ----------------- | ---------------- |
| 1996               | Atlanta (Estados Unidos) | Medalla de plata  | 130 kg           |
| Campeonato Mundial |                          |                   |                  |
| Año                | Lugar                    | Medalla           | Categoría        |
| 1994               | Tampere (Finlandia)      | Medalla de bronce | 130 kg           |
| Campeonato Europeo |                          |                   |                  |
| Año                | Lugar                    | Medalla           | Categoría        |
| 1997               | Kouvola (Finlandia)      | Medalla de plata  | 125 kg           |